# Heteronomie
Heteronomie (von altgriechisch ἕτερος héteros „verschieden, anders, fremd“ und νόμος nómos „Gesetz“) ist im Gegensatz zur Autonomie die Fremdgesetzlichkeit bzw. -bestimmtheit und bedeutet die Abhängigkeit von fremden Einflüssen bzw. vom Willen anderer. Romano Guardini, der selbst kein dialektisches Verhältnis, sondern eine polare Spannungseinheit zwischen Autonomie und Heteronomie gegeben sieht, hat aufgrund der abschätzigen Wertung des Begriffs den Begriff Allonomie (von altgriechisch ἄλλος állos „anders, anders beschaffen, verschieden“) eingeführt. Seit Immanuel Kant wird der Begriff Heteronomie als Gegenbegriff zur Autonomie im Sinne der Willensfreiheit gebraucht. Aber schon bei ihm ist Heteronomie nicht gleichbedeutend mit uneingeschränkter Fremdbestimmung, die keine Eigenverantwortung mehr kennen würde. Heteronomie kann auch selbst gewählt werden.

## Geisteswissenschaften

### Philosophie
Für Kant ist die Heteronomie das Gegenstück des Sensus communis. Gemeinsinn entstehe nur da, wo jeder auch selbst reflektiere. Kennzeichen der Heteronomie sei der Aberglaube.

### Psychologie
In der Psychologie wird das Thema der Heteronomie als Abhängigkeitsverhältnis zu Personen oder zu Krankheiten diskutiert, aufgrund dessen ein Mensch nicht mehr freien Willens entscheiden kann. Nicht autonom ist vor allem der Erwachsene, der es versäumt hat, sich aus Erziehungssituationen zu emanzipieren. Er ist nicht selbstständig und autonom im Sinne einer Abhängigkeit aus früheren Beziehungsverhältnissen (Erziehungssituationen). Insofern hat er eine der wichtigsten Entwicklungsaufgaben nicht geschafft. In der Pädagogik bildet bei Autoren wie Jean Piaget und Lawrence Kohlberg die Heteronomie („Regeln sind heilig“) gemeinsam mit der Autonomie von den jeweiligen Entwicklungsbedingungen abhängige bereichsspezifische Entwicklungsstände im moralischen Urteil. Vor allem von den Vertretern der Selbstbestimmt-Leben-Bewegung wird die Ansicht vertreten, dass auch andere Faktoren wie z. B. Vorurteile, bauliche Gegebenheiten oder gesellschaftliche Konventionen zu solchen beschränkenden Abhängigkeitsverhältnissen führen können.

### Soziologie
Max Weber behandelt das Thema Heteronomie im Kontext seiner Studien zur mittelalterlichen Stadt des Okzidents, in der er eine Entwicklung von der Heteronomie zur Autonomie beobachtet. Die Kriterien für die autonome im Unterschied zur heteronomen Stadt sind ihr Anstaltscharakter, die Gemeindeautonomie, die Form der Rechtsgenossenschaft mit einem rational gesetzten öffentlichen und subjektiven Recht und beginnenden demokratischen Strukturen, die ökonomische Ausrichtung des Bürgers an Marktchancen und die Anfänge eines modernen Proletariats. Dazu kommen die Durchbrechung traditionaler Bindungen und eine scharfe Trennung von Stadt und Land. In diesem Sinne ist die vorherige heteronome Stadt von gegenteiligen Kriterien geprägt. Die stadtsoziologischen Beobachtungen Max Webers lassen sich analog auch auf andere natürliche, soziologische und juristische Personen und Gruppen übertragen.

### Theologie
In der Theologie wird zwischen der Heteronomie als unfreiwilliger Willensabhängigkeit (Tyrannei), Heteronomie als freiwilliger Willensgehorsam gegenüber natürlichen Autoritäten und der Heteronomie als Willensgehorsam gegenüber Gott (Theonomie) unterschieden. Nach Roger Lenaers bezeichnet Heteronomie bzw. heteronomes Denken die Vorstellungen und die Gedankenwelt traditioneller Religionen, nach denen es eine Parallelwelt außerhalb der für Menschen direkt wahrnehmbaren gibt. In ihr leben Gott, Götter, Heilige, Engel und andere himmlische Wesen. Diese Welt wird als real gedacht und ähnelt (durch Projektion) in vieler Hinsicht der real wahrnehmbaren Welt; sie beeinflusse die reale in vielfältiger Weise. Diese Sicht sei mit zunehmender Aufklärung überholt. Das Gegenstück zum heteronomen Denken ist bei Lenaers das autonome Denken bzw. die Autonomie, nach der es ausschließlich die naturwissenschaftlich wahrnehmbare Welt gebe. Als modernen Kompromiss sieht er das theonome Denken bzw. die Theonomie. Darunter ist eine Weltsicht zu verstehen, die einerseits vollständig dem naturwissenschaftlichen Weltbild entspricht, andererseits alles Wahrnehmbare gleichzeitig als Selbstoffenbarung Gottes ansieht.

## Politikwissenschaft und Recht
In der Politikwissenschaft wird der Begriff vor allem in Bezug auf die Souveränität und Autonomie eines Staates oder politischen Verbandes verwendet. Dort wo die Verfassungsordnung eines Staates bzw. Verbandes von außen gesetzt wird, ist diese heteronom. Umgekehrt ist aber gerade der Staat eine Institution, gegenüber der die einzelne Person oder darin organisierte Gruppen heteronom sind. Dabei sind dann Staatsabsolutismus und Anarchie die korrespondierenden Extreme des Verhältnisses von Heteronomie und Autonomie.
In der Rechtswissenschaft spricht man in Bezug auf Körperschaften von Heteronomie, wenn diese sich z. B. durch rechtliche Regelungen nach anderen Akteuren richten müssen. Beispielsweise werden Leiter und Verbandsstab eines heterokephalen Verbands durch Außenstehende bestellt.
Auch spricht man beim Rücktritt vom Versuch einer Straftat (§ 24 StGB) von heteronomen Gründen, wenn diese außerhalb der Willenssphäre des Täters – beispielsweise die heraufziehende Gefahr der Entdeckung der Straftat durch die Polizei – liegen. Im Gegensatz dazu stehen die autonomen Gründe, das sind also nicht zwingende, äußerliche Hinderungsgründe, sondern solche, die auf einer freiwilligen Entscheidung des Täters beruhen, beispielsweise wenn den Täter seine Tat reut. Freilich sind die Einzelheiten der Abgrenzung in der Literatur stark umstritten.